# Daceton armigerum

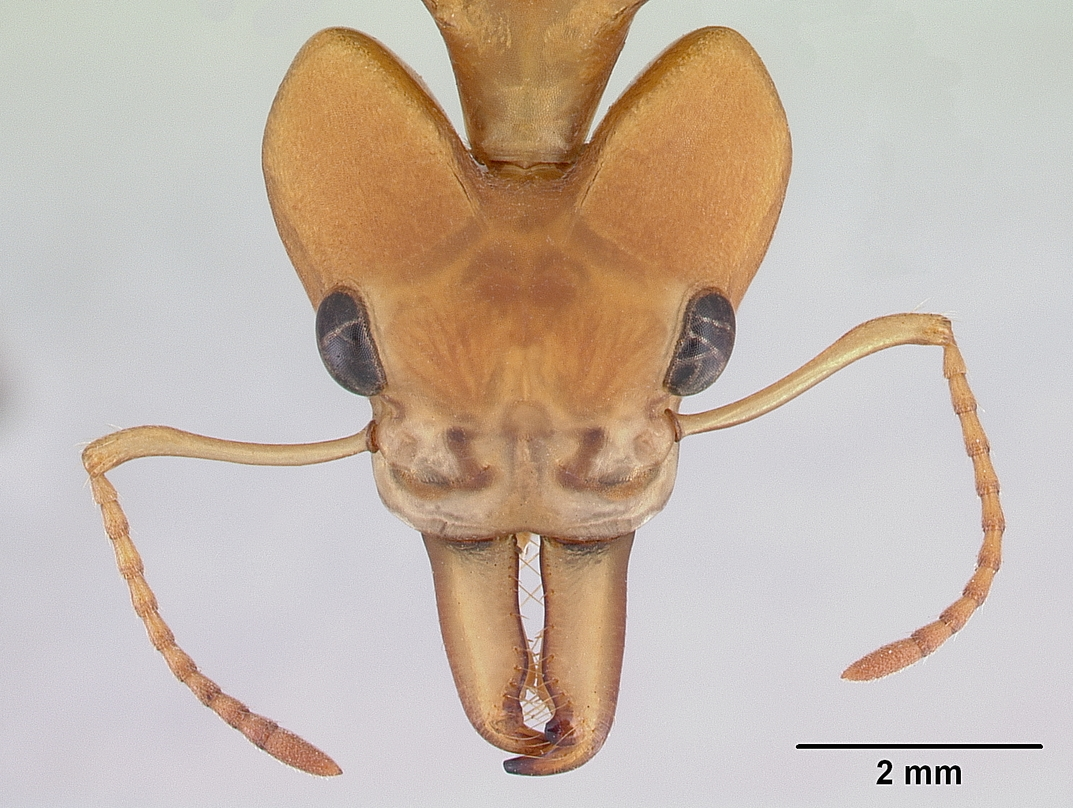
Голова крупного рабочего муравья Daceton armigerum

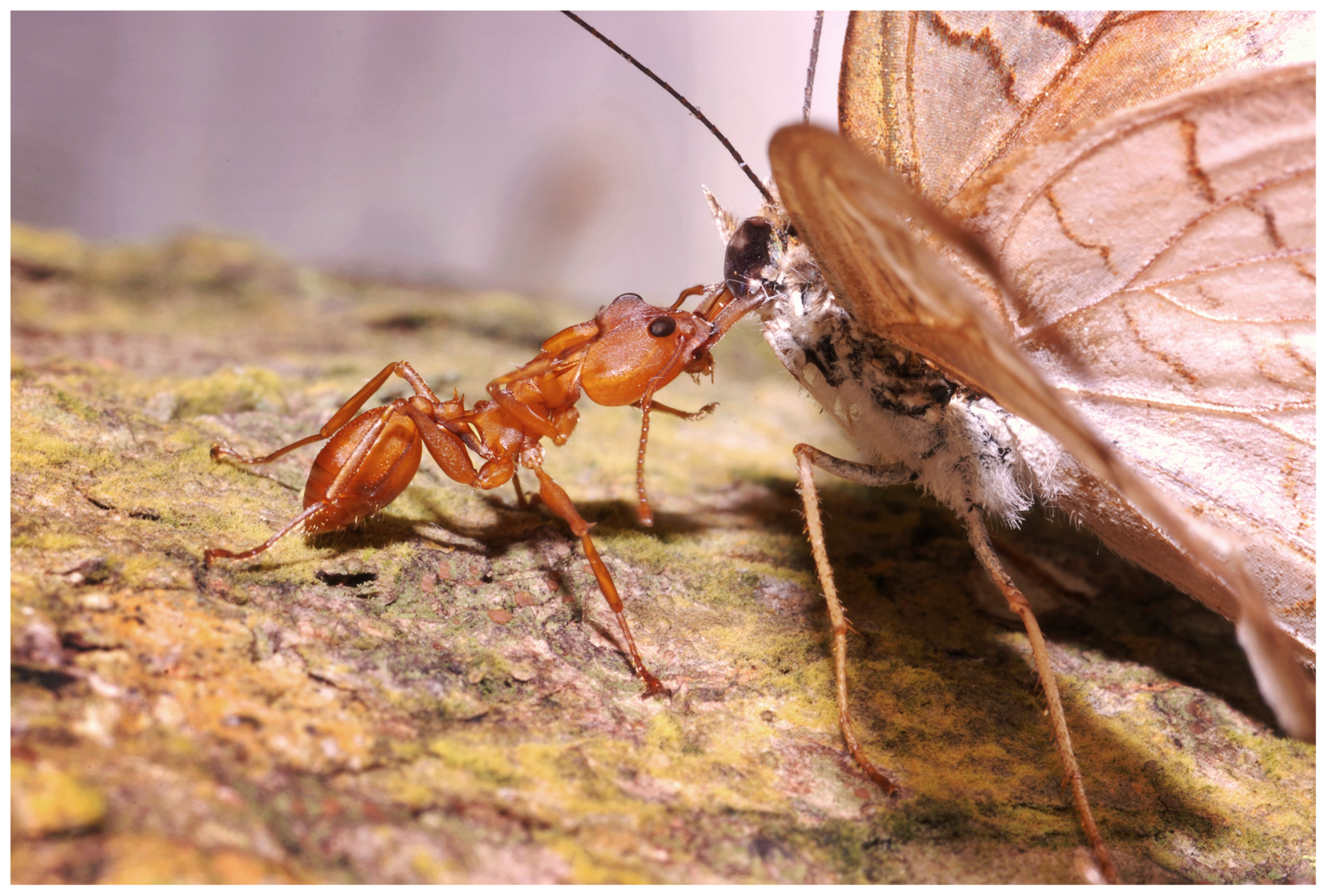
На охоте

Daceton armigerum (лат.) — вид древесных тропических муравьёв трибы Dacetini из подсемейства Myrmicinae (Formicidae). Обладает челюстями-капканами, способен парашютировать на ствол того же дерева, с которого падает. Эндемик Южной Америки.

## Распространение
Южная Америка: Боливия, Бразилия, Венесуэла, Гайана, Колумбия, Перу, Суринам, Тринидад и Тобаго, Французская Гвиана, Эквадор.

## Описание
Среднего размера полиморфные муравьи, длиной около 1 см (у рабочих особей длина тела от 6,91 мм у мелких особей до 17,8 мм у крупных солдат). Живут в ветвях и стволах тропических деревьев. Окраска светло-коричневая. Голова сердцевидная с длинными узкими мандибулами, несущими апикальную вилку из двух зубцов. Длина скапуса (SL) от 0,94 до 2,77, длина мандибул (ML) от 0,79 до 3,32 (головной индекс (CI) от 102 до 113, мандибулярный индекс (MI) от 55 до 88). Усики 11-члениковые, нижнечелюстные щупики из 5, а нижнегубные из 3 члеников. Длина головы 1,44—4,06 мм, ширина головы 1,58—4,17 мм. На груди имеют две-три пары защитных шипов (самые длинные на переднеспинке немного изогнуты вперёд).

### Жвалы
Мандибулы быстро защёлкиваются по типу капканных жвал (trap-jaws), известных у муравьёв родов Odontomachus (Ponerinae), Myrmoteras (Formicinae), Strumigenys и других представителей из трибы Dacetini, которые демонстрируют этой особенностью их конвергентную эволюцию. Схватывание жертвы происходит почти мгновенно (за несколько миллисекунд) после прикосновения её к двум триггерным волоскам на переднем крае верхней губы. Этот капканный рефлекс контролируется гигантскими сенсорными и моторными нейронами в лабральном нейромере, которые вероятно моносинаптически сочетаются. Лабральный нерв соединяется с субэзофагеальным ганглием. Крупные затылочные выступы почти полностью заполнены аддукторами (мышцами, закрывающими жвалы). Они прикрепляются к задней, латеральной и вентральной внутренним частям головы и занимают около двух третей объёма всей головной капсулы. Эти мышцы состоят из примерно от 300 до более чем 1000 трубчатых мускульных волокон в зависимости от ширины головы разных каст (ширина головы изменяется от 1,5 до 4 мм). Диаметр таких волокон варьирует от 13 до 25 микрометров (в среднем около 16 мкм).

### Личинки
Взрослые личинки рабочих особей полиморфные, имеют длину от 7 до 12 мм. Форма тела червеобразная, коренастая, без ног и глаз; три грудных сегмента и два первых брюшных изогнуты вентрально, но не формируют шеи. Тело покрыто многочисленными мелкими волосками (длиной от 0,009 до 0,175 мм), изогнутыми или раздвоенными на конце. Взрослые личинки половых особей имеют длину от 12,3 до 12,9 мм. Количество волосков на голове личинок половых особей вдвое больше, чем у личинок рабочих муравьёв.

## Биология
Семьи D. armigerum обычно гнездятся в полостях ветвей и деревьев, ранее пробуравленных древесными жуками или другими насекомыми. Муравьиные колонии полигинные (включают нескольких маток) и полидомные (состоят из нескольких взаимосвязанных муравейников), могут включать до 952 000 муравьёв (тогда как ранее сообщалось максимум от 2500 до 10 000 рабочих особей; Wilson 1962).

### Фуражировка
Активные хищники, нападают на живых насекомых (мух, кузнечиков, гусениц и взрослых бабочек, личинок жуков и цикадовых). Мелкие муравьи с шириной головы менее 2 мм за пределами своих гнёзд не наблюдаются.
Рабочие совершают визуальную охоту в дневное время, сохраняя их капкановидные мандибулы открытыми на 180°. Способны ловить добычу различных размеров, включая относительно крупную, которую они перетаскивают группами до 6 муравьёв. Во время охоты муравьи используют жало; их ядовитые железы содержат смесь пиразинов. С помощью групповой охоты и мобилизации соплеменников на короткие расстояния, рабочие могут охватывать широкий спектр членистоногих, самая большая добыча может в 90 раз превосходить массу самых крупных муравьёв. Фуражиры Daceton armigerum устраивают засады на ветвях деревьев. Засадные рабочие обнаруживают добычу с помощью своего зрения, после чего совершают молниеносный бросок на приземляющуюся жертву, схватывают её своими длинными капкановидными верхними челюстями.
Рабочие муравьи Daceton armigerum, выходящие на фуражировку, используют следовые феромоны, извлечённые из содержимого ядовитой железы, которые остаются активными в течение более 7 дней. Тропинки, выложенные феромонами из стернальных желёз, относительно недолговечные, служат для набора соплеменников для сбора кормовых ресурсов на территории, в то время как выделениями из пигидиальных желёз привлекают собратьев к пищевым находкам на близком расстоянии (до 15 см). Мобилизация на короткие расстояния также проводится через визуальные сигналы. Охота проводится в дневное время, но муравьёв можно наблюдать на проложенных с помощью феромонов тропинках и ночью. То есть временной диапазон работы за пределами гнезда включает до 24 часов.
Стернальные желёзы обнаружены в VI и VII абдоминальных сегментах. Кроме того, с помощью биоэкспериментов показано, что содержание нижнечелюстных желёз вызывают поведение тревоги. При проведении испытания с искусственными тропами, помеченными выделениями ядовитой железы от семи других видов мирмицин, Daceton не следовали по этим тропам. Однако на следовые тропы ядовитых желёз самих дацетонов реагировали муравьи-листорезы рода Atta, а на выделения дюфуровой железы дацетонов реагировали муравьи рода Solenopsis.

### Трофобиоз
Трофобиоз (использование других организмов в кормовых целях) зафиксирован при посещении рабочими муравьями разнообразных полужёсткокрылых насекомых (Coccidae, Pseudococcidae, Membracidae и Aethalionidae, Hemiptera). Древесные муравьи, живущие крупными колониями на ветвях и стволах растений, добывают корм не только хищничеством, но могут использовать различные источники питания растительного происхождения, например, такие, как внецветковые нектарники, сбор пади и выделений сосущих растения полужёсткокрылых насекомых. Однако наблюдение над такими муравьями осложнено их обитанием на высоких деревьях.

### Падение с деревьев
Муравьи с планирующим полётом, способные при падении с гнездового дерева контролировать своё направление. При этом они падают не прямо вниз, а, совершая движения частями тела, приземляются на ствол того же дерева, с кроны которого они падают, как и муравьи Cephalotes atratus. При неудачном вертикальном падении найти дорогу обратно с почвенного яруса проблематично, так как там нет феромонных следов своей колонии.

## Систематика
Вид был впервые описан в 1802 году под первоначальным названием Formica armigera Latreille, 1802. В 1833 году он был выделен в отдельный род Daceton и почти два столетия оставался единственным его видом. И только в 2008 году перуанский энтомолог Франк Азорза (Frank Azorsa) и мирмеколог из США Джеффри Соса-Кальво (Jeffrey Sosa-Calvo) описали второй вид этого древесного рода муравьёв Daceton boltoni Azorsa and Sosa-Calvo, 2008.

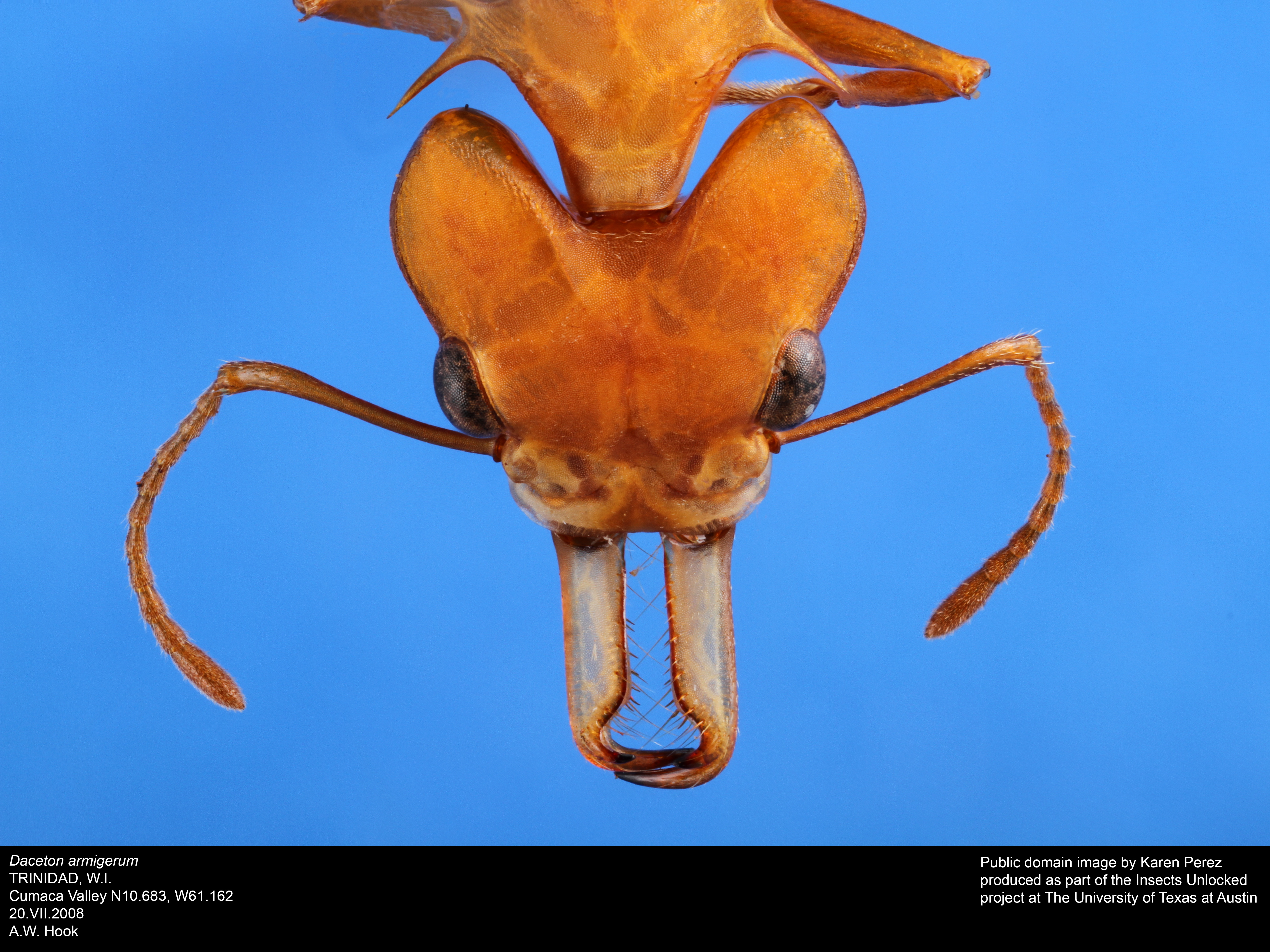
Голова Daceton armigerum
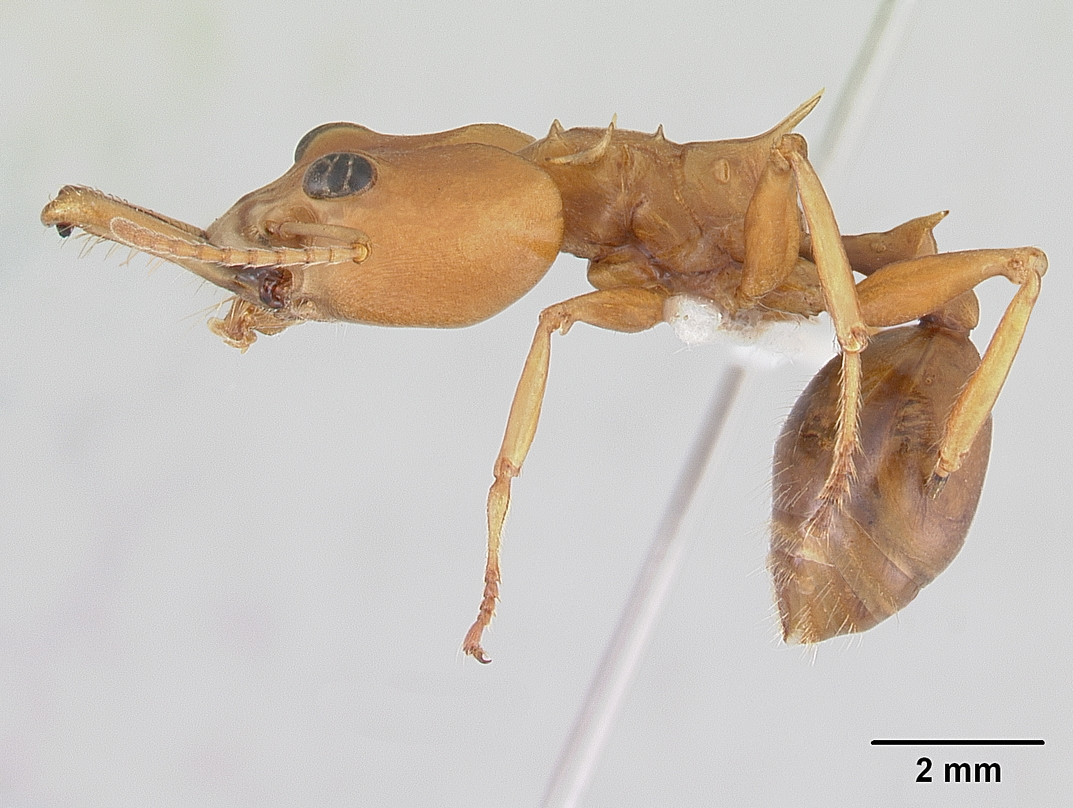
Daceton armigerum в профиль
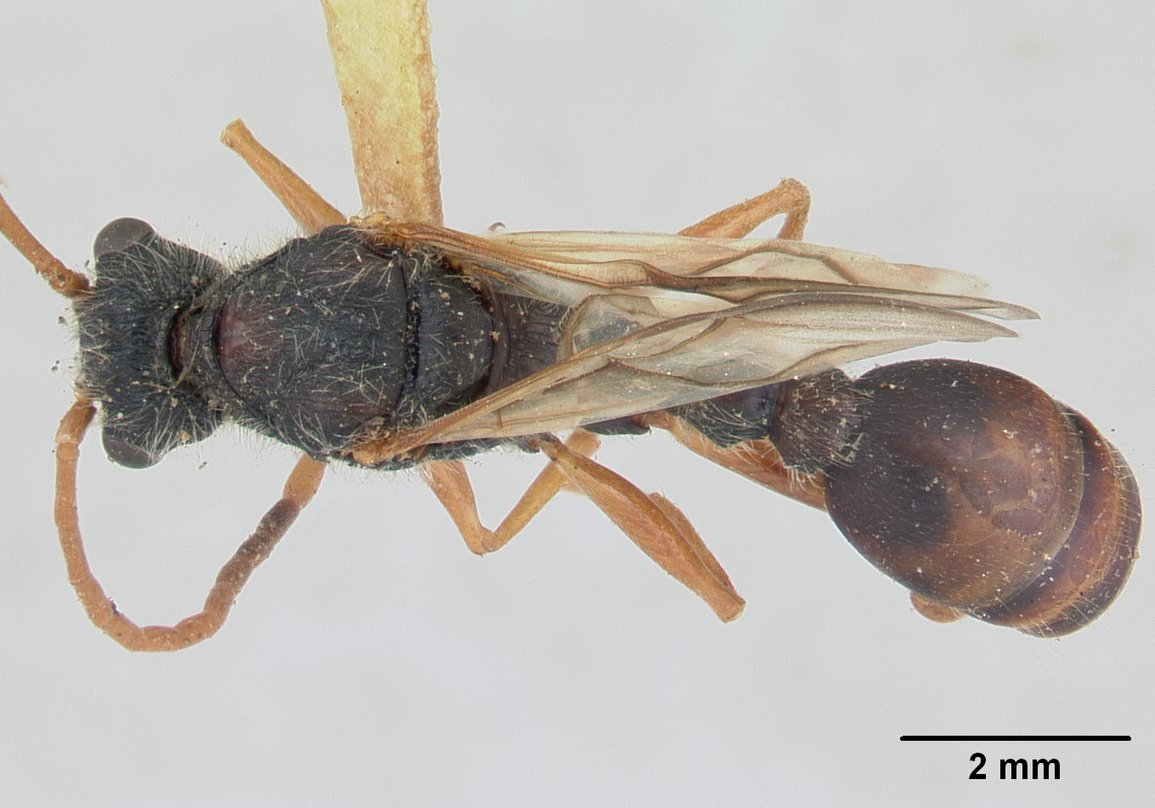
Самец сверху
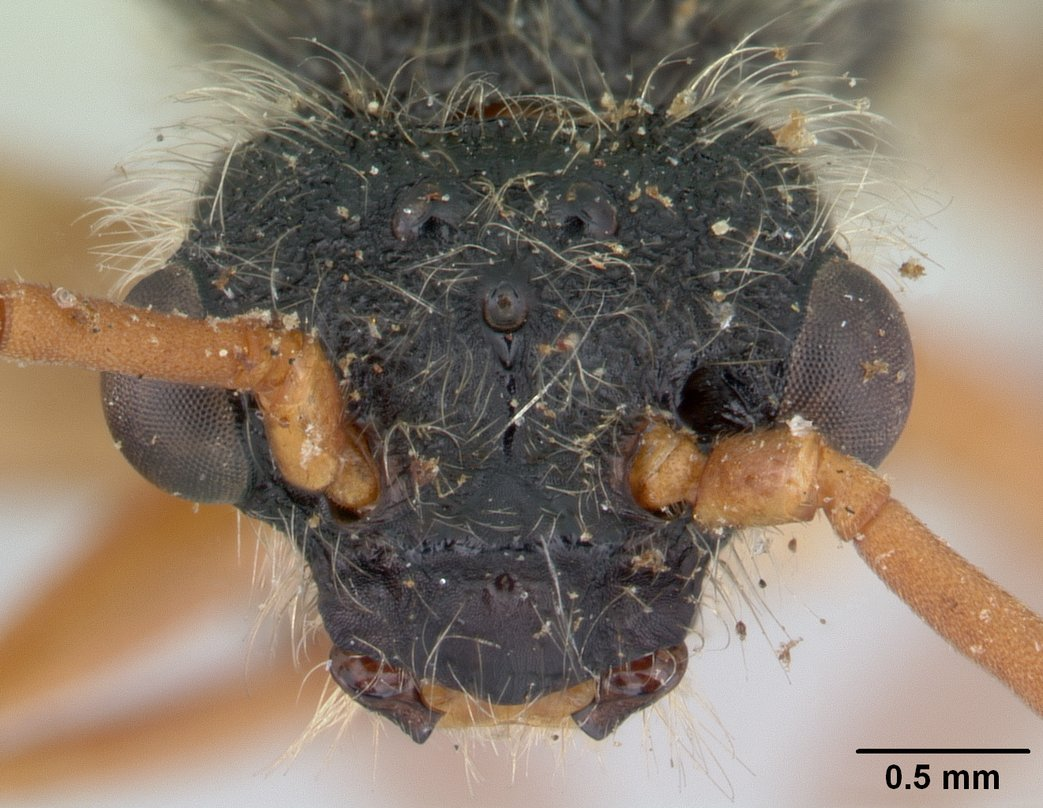
Голова самца
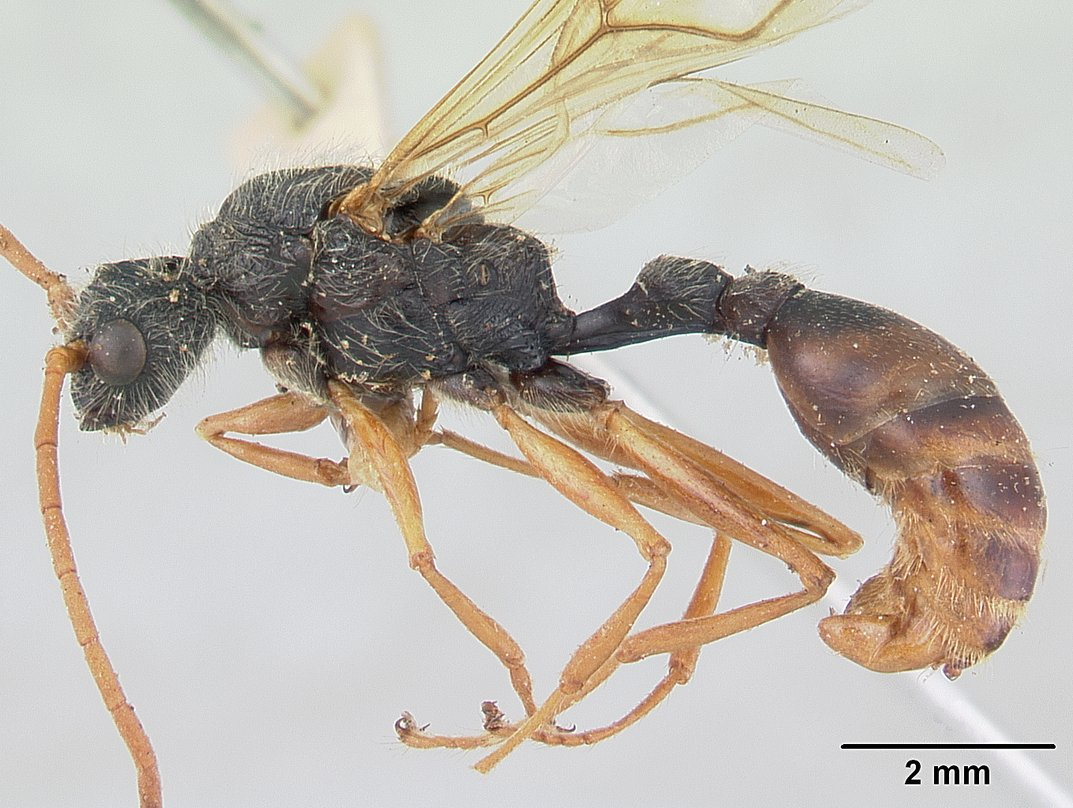
Самец сбоку
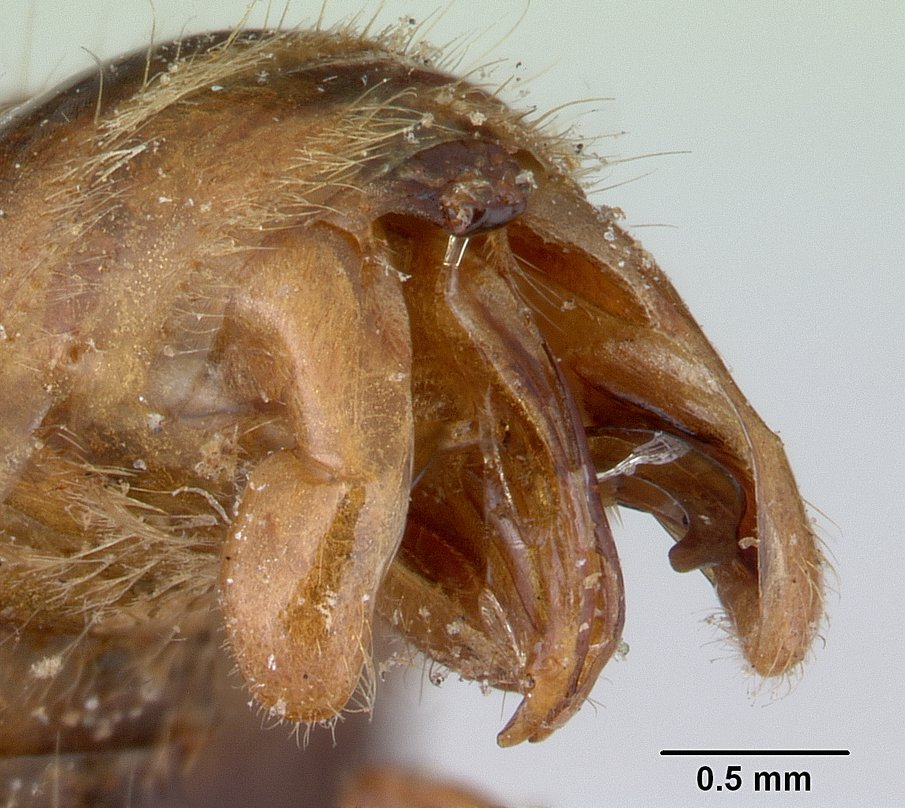
Гениталии самца